# Johan Vilhelm Söderqvist
Johan Vilhelm Söderqvist, född 10 oktober 1865 i Lemnhults församling, Jönköpings län, död 12 januari 1925 i Vetlanda församling, Jönköpings län, var en svensk folkmusiker, instrumentmakare och politiker.

## Biografi
Johan Vilhelm Söderqvist föddes 1865 i Saxhults by i Lemnhults socken. Han var son till Johan Fredrik Nilsson och lärde sig spela fiol av honom. Söderqvist var ofta anlitad till bröllop och kom att kallas Spel Ville. Han kom att arbeta som lantbrukare och blev senare instrumentmakare och fiolbyggare. Söderqvist uppfann bland annat ett spelbord med vev som spelade folkliga melodier. Spelbordet fick spridning i flera delar av landet. Söderqvist var även kommunlaordförande och politiker. Han avled 1925 i Vetlanda.

## Upptecknade låtar
Upptecknade låtar år 1917 av Axel Boberg efter Söderqvist.
- Polska i D-dur.[3]
- Polska i G-dur.[3]
- Polska i G-dur.[3]
- Polska i F-dur.[3]
- Polska i F-dur.[3]
- Polska i F-dur.[3]
- Polska i F-dur.[3]
- Brudmarsch i C-dur.[3]
- Brudmarsch i C-dur.[3]
- Brudmarsch i C-dur, för två klarinetter.[3]
- Brudmarsch i C-dur, för två klarinetter.[3]
- Gånglåt i C-dur.[3]
- Vals i F-dur.[3]